# Сил, Бобби
Роберт Джордж Сил (22 октября 1936, Либерти, Техас, США) — американский политический деятель. Он и его коллега-активист Хьюи Перси Ньютон стали основателями Партии черных пантер.

## Ранний период жизни
Бобби Сил родился 22 октября 1936 года в Либерти, штат Техас, в семье плотника Джорджа Сил и домохозяйки Тельмы Сил (урожденная Трейлор). Сил — старший из троих детей. У него есть младший брат Джон и младшая сестра Бетти. Семья Сил жила в бедности на протяжении большей части ранней жизни Бобби Сила. Его семья переехала в Окленд, штат Калифорния, когда ему было восемь лет. Сил учился в средней школе Беркли, но затем бросил учёбу и в 1955 году присоединился к ВВС США. Три года спустя военный трибунал признал его виновным в драке с командиром на базе ВВС Эллсуорт в Южной Дакоте, что привело к увольнению за ненадлежащее поведение.
В дальнейшем Сил работал механиком по обработке листового металла на различных аэрокосмических предприятиях. Кроме того, он учился по ночам, чтобы получить аттестат об окончании средней школы. «Я работал на всех крупных авиазаводах и авиастроительных корпорациях, даже с государственными контрактами. Я был первоклассным механиком по обработке листового металла». После получения аттестата об окончании средней школы Сил поступил в муниципальный колледж Мерритта, где до 1962 года изучал инженерное дело и политику.
Во время учёбы в колледже Бобби Сил присоединился к «Афро-американской ассоциации (AAA)», группе в кампусе, посвященной пропаганде чёрного сепаратизма. «Я хотел стать инженером, когда поступил в колледж, но я сразу передумал, так как я заинтересовался американской историей чернокожих и попытался решить некоторые проблемы». Через группу AAA Сил познакомился с Хьюи П. Ньютоном. В июне 1966 года Сил начал работать в Центре борьбы с бедностью района Северный Окленд в рамках своей летней молодёжной программы. Целью Сил было обучить молодежь в программе «История афроамериканцев» и научить их определённой степени ответственности по отношению к людям, живущим в их общинах. Во время работы в программе Сил познакомился с Бобби Хаттоном, первым членом Партии Черной Пантеры.
Он женился на Арти Сил, и у них родился сын Малик Нкрума Стэголи Сил.

## Черные Пантеры
Бобби Сил и Хьюи П. Ньютон были в значительной степени вдохновлены учениями активиста Малкольма Икса, убитого в 1965 году. В октябре 1966 года они объединились, чтобы создать Партию Черных пантер для самообороны, которая приняла лозунг покойного активиста «Свобода любыми средствами» как свой собственный. Перед созданием «Партии Чёрной Пантеры» Сил и Ньютон создали группу, известную как Консультативный совет студентов-душевников. Эта группа провозглашала идеалы ультра-демократии, где приоритетом являлась свобода личности и отказ от авторитарных методов управления. «Цель состояла в том, чтобы создать группу в кампусе колледжа, которая поможет развить лидерство; вернуться к чёрному сообществу и революционным образом служить чёрному сообществу». После создания Консультативного совета студентов-душевников, Сил и Ньютон затем основали группу, с которой их наиболее легко отождествляют, — «Партию Черных Пантер», цель которой состояла в том, чтобы организовать чернокожее сообщество и выразить его желания и потребности, чтобы противостоять расизму. Сил описал Пантер как «организацию, которая представляет черных людей, и многие белые радикалы относятся к этому и понимают, что „Партия Черных пантер“ является праведным революционным фронтом против этой расистской декадентской капиталистической системы».
Сил и Ньютон вместе написали доктрины «Чего мы хотим сейчас!» которые, по словам Сил, должны быть «практическими, конкретными вещами, которые нам нужны и которые должны существовать», и «Во что мы верим», в которых излагаются философские принципы «Партии Черных пантер» с целью просвещения людей и распространения информации об особенностях платформы партии. Эти сочинения были частью партийной программы из десяти пунктов, также известной как «Платформа и программа из десяти пунктов „Партии Чёрная пантера“ для самообороны», — набора руководящих принципов в отношении идеалов и методов работы «Партии Черных пантер». Сил стал председателем партии. Во время его работы в «Партии Черных пантер», он находился под наблюдением Федерального бюро расследований (ФБР) в рамках программы COINTELPRO.
В 1968 году Сил написал книгу «Захватите время: история партии „Черных пантер“ и Хьюи П. Ньютона», которая была опубликована в 1970 году.

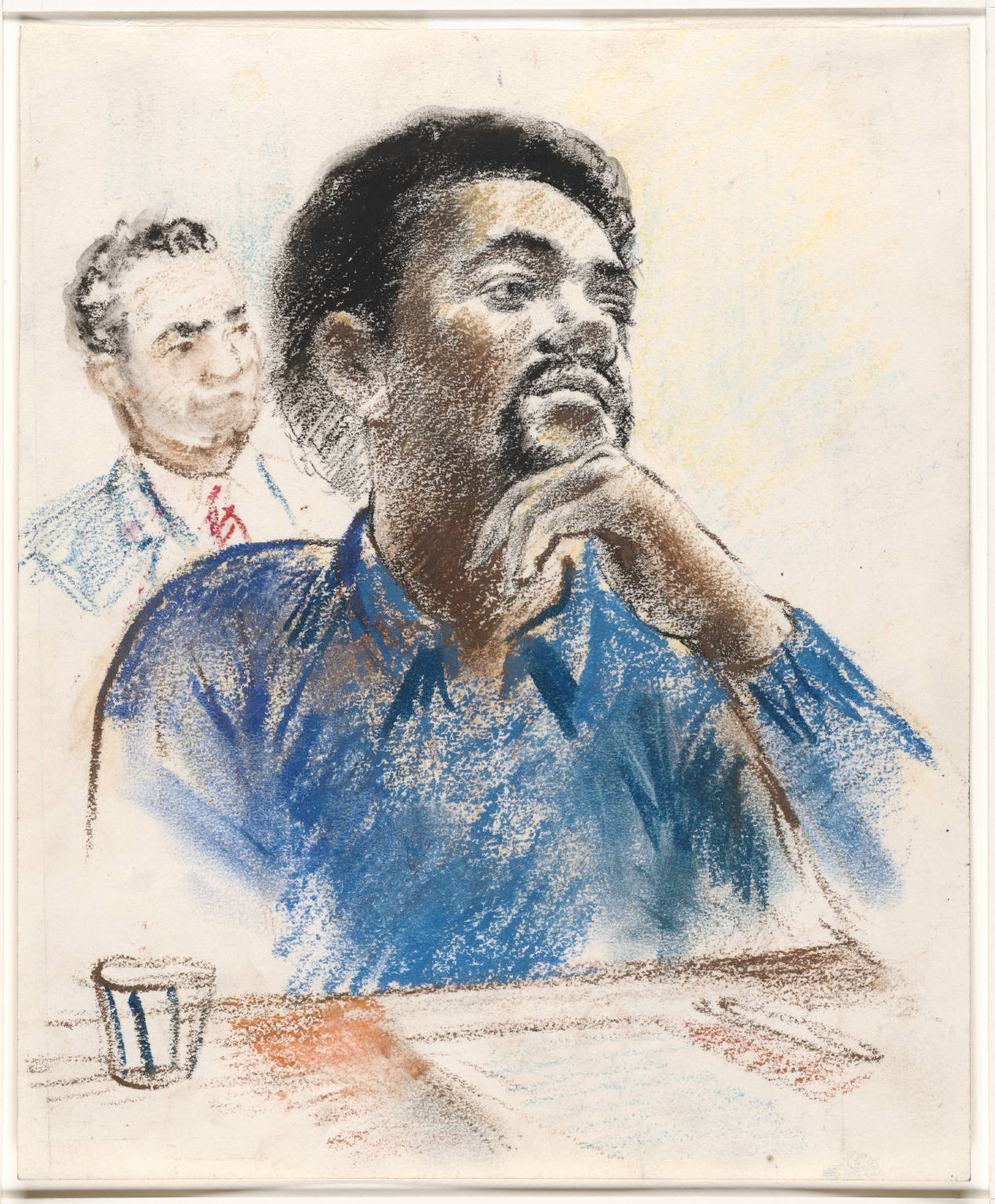
Сил перед судом в 1970 году, на заднем плане — государственный прокурор Арнольд Маркл.

Бобби Сил был одним из первых обвиняемых в «Чикагской восьмерке», которые были обвинены в заговоре и подстрекательстве к беспорядкам после съезда Демократической партии 1968 года в Чикаго. Бобби Сил, находясь в тюрьме, заявил: «Быть революционером — значит быть врагом государства. Быть арестованным за эту борьбу — значит быть политическим заключенным». Доказательств против Сила было мало, так как он не участвовал в планировании протестной деятельности съезда и приехал в Чикаго в последнюю минуту, чтобы заменить активиста Элдриджа Кливера. Он также был в Чикаго всего два дня после съезда. Во время судебного процесса Бобби Сил требовал, чтобы ему либо дали самому защищать себя, либо это делал его адвокат, который не мог участвовать в процессе по болезни. Сил называл судью «фашистской собакой», «свиньёй» и «расистом». В итоге судья постановил, чтобы Сила связали и заткнули ему рот. 5 ноября 1969 года судья Джулиус Хоффман приговорил его к четырём годам тюремного заключения по 16 пунктам обвинения за «неуважение к суду», каждое из которых составляет три месяца тюремного заключения из-за его гневного поведения во время судебного разбирательства, затем выделили его дело в отдельное производство. Так «чикагская восьмерка» превратилась в «чикагскую семёрку». Суд над «Чикагской восьмеркой» был изображен в телевизионном фильме HBO «Заговор: Суд над чикагской восьмёркой» 1987 года, сценарий которого во многом опирался на стенограммы судебных заседаний. В роли Сила играл актёр Карл Ламбли.

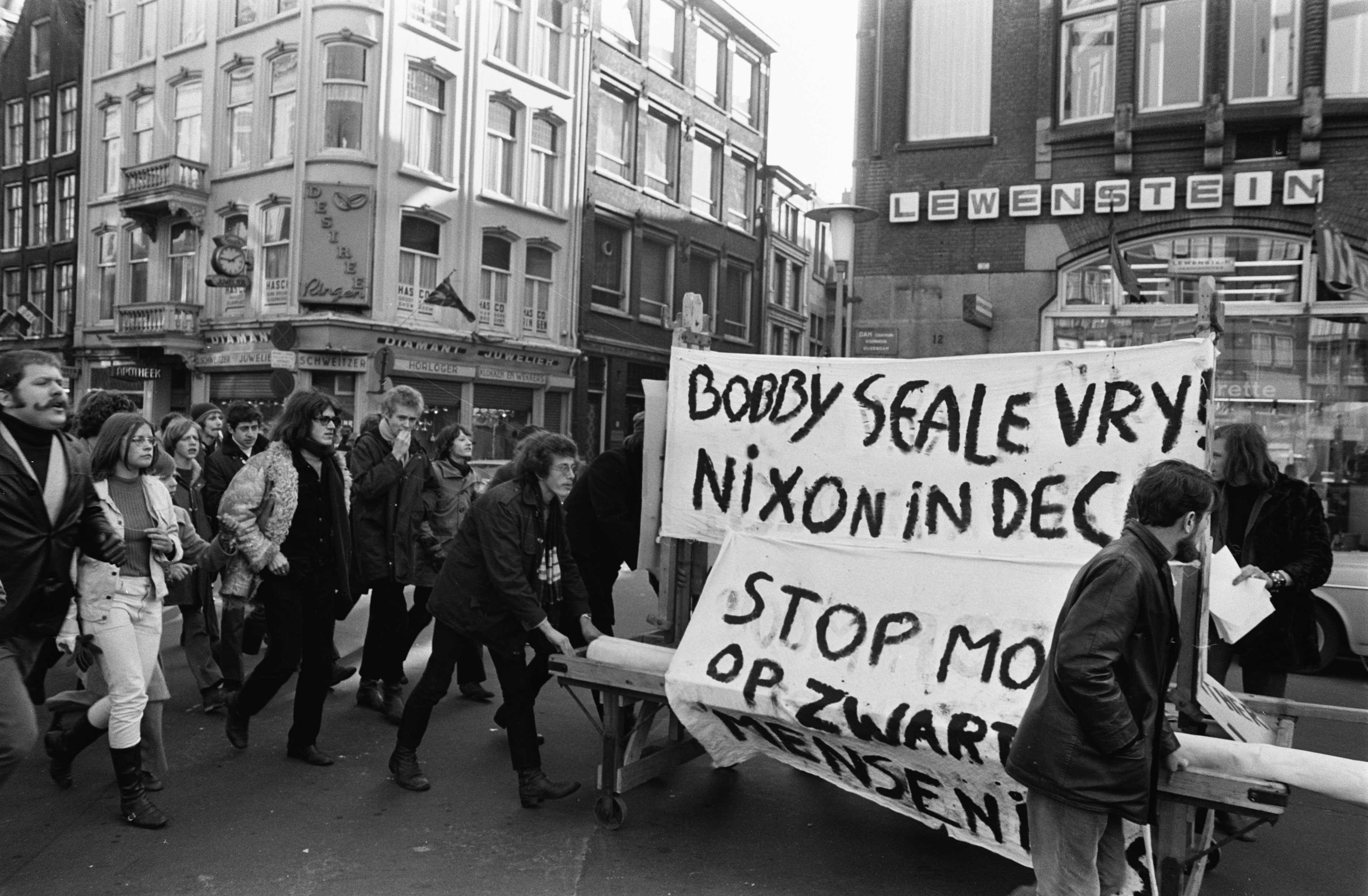
Демонстрация Чёрной Пантеры Бобби Сил в Амстердаме 14 марта 1970 года.

Отбывая свой четырёхлетний срок, Сил снова предстал перед судом в 1970 году по делу о Чёрной пантере в Нью-Хейвене. Несколько членов «Партии Чёрной пантеры» убили другого члена партии, Алекса Рэкли, который под пытками признался в том, что был информатором полиции. Руководитель плана убийства Джордж Сэмс-младший получил статус свидетеля обвинения и показал, что Сил, посетивший Нью-Хейвен всего за несколько часов до убийства, приказал ему убить Рэкли. Судебный процесс сопровождался масштабной демонстрацией в Нью-Хейвене 1 мая 1970 года, которая совпала с началом забастовки американских студентов 1970 года. Присяжные не смогли вынести вердикт по делу Сила, и обвинения в конечном итоге были сняты. Правительство отменило его приговор, и в 1972 году Сил был освобождён из тюрьмы. Пока Сил был в тюрьме, его жена, Арти, забеременела, предположительно от своего товарища по Пантере Фреда Беннета. Изуродованные останки Беннета были найдены в предполагаемом укрытии Пантеры в апреле 1971 года. Полиция подозревала, что Сил был причастен к убийству, и, что это он заказал убийство в качестве мести, но никаких обвинений выдвинуто не было. Сил написал статью под названием «На одного угнетателя меньше», что можно истолковать, как его косвенное признание это в убийстве Беннета, в статье он заявил: «Люди теперь пришли к пониманию того, что единственный способ справиться с угнетателем — это действовать на наших условиях, и это было сделано».
Сил баллотировался на пост мэра Окленда, штат Калифорния, в 1973 году. Он получил второе место по количеству голосов из девяти кандидатов но в конечном итоге проиграл во втором туре с действующим мэром Джоном Ридингом. В 1974 году Сил и Хьюи Ньютон спорили из-за предложенного фильма о пантерах, который Ньютон хотел, чтобы поставил Берт Шнайдер. Согласно нескольким источникам, спор перерос в драку, в которой Ньютон, при поддержке своих вооруженных телохранителей, якобы избил Сила хлыстом так сильно, что Силу потребовалась обширная медицинская помощь из-за его травм. После этого он почти год скрывался, а в 1974 году прекратил членство в партии. Сил отрицал какие-либо подобные физические ссоры, опровергая слухи о том, что они с Ньютоном никогда не были друзьями.

## Программа из десяти пунктов
Сил и Хьюи Ньютон работали над созданием программы из десяти пунктов, которая была направлена на политическое и социальное выживание чернокожих граждан в Соединённых Штатах Америки. В конце 1960-х годов они сформулировали десятипунктовую программу, и эти идеи стали основой для формирования партии Черных пантер. В этом документе утверждалось, что сочетание расизма и капитализма привело к возникновению фашизма в Соединённых Штатах. Программа из десяти пунктов устанавливает необходимость полной занятости чернокожих, необходимость их убежища и достойного образования; достойное образование означает настоящую историю Соединённых Штатов, историю, включая убийство коренных американцев и порабощение африканцев. Платформа призывает к освобождению политзаключенных.
Пункты следующие:
1. Мы хотим свободы. Мы хотим обладать властью сами определять судьбу нашей чёрной общины.
2. Мы хотим полной занятости для нашего народа.
3. Мы хотим положить конец грабежу нашей чёрной общины капиталистами.
4. Мы хотим нормальных, пригодных для проживания людей жилищных условий.
5. Мы хотим для нашего народа такого образования, которое разоблачало бы истинную природу упадочного американского общества. Мы хотим такого образования, которое рассказывало бы нам о нашей подлинной истории и роли в сегодняшнем обществе.
6. Мы хотим, чтобы все чернокожие мужчины были освобождены от военной службы.
7. Мы хотим положить немедленный конец полицейскому произволу и убийствам чернокожих.
8. Мы хотим свободы для всех чернокожих, находящихся в заключении в федеральных тюрьмах, тюрьмах штатов, окружных и городских тюрьмах.
9. Мы хотим, чтобы дела всех чернокожих, если они находятся под судом, рассматривались коллегией присяжных из их паритетной группы или людьми из их чёрных общин, в соответствии с Конституцией Соединённых Штатов.
10. Мы хотим земли, хлеба, жилья, образования, одежды, справедливости и мира.

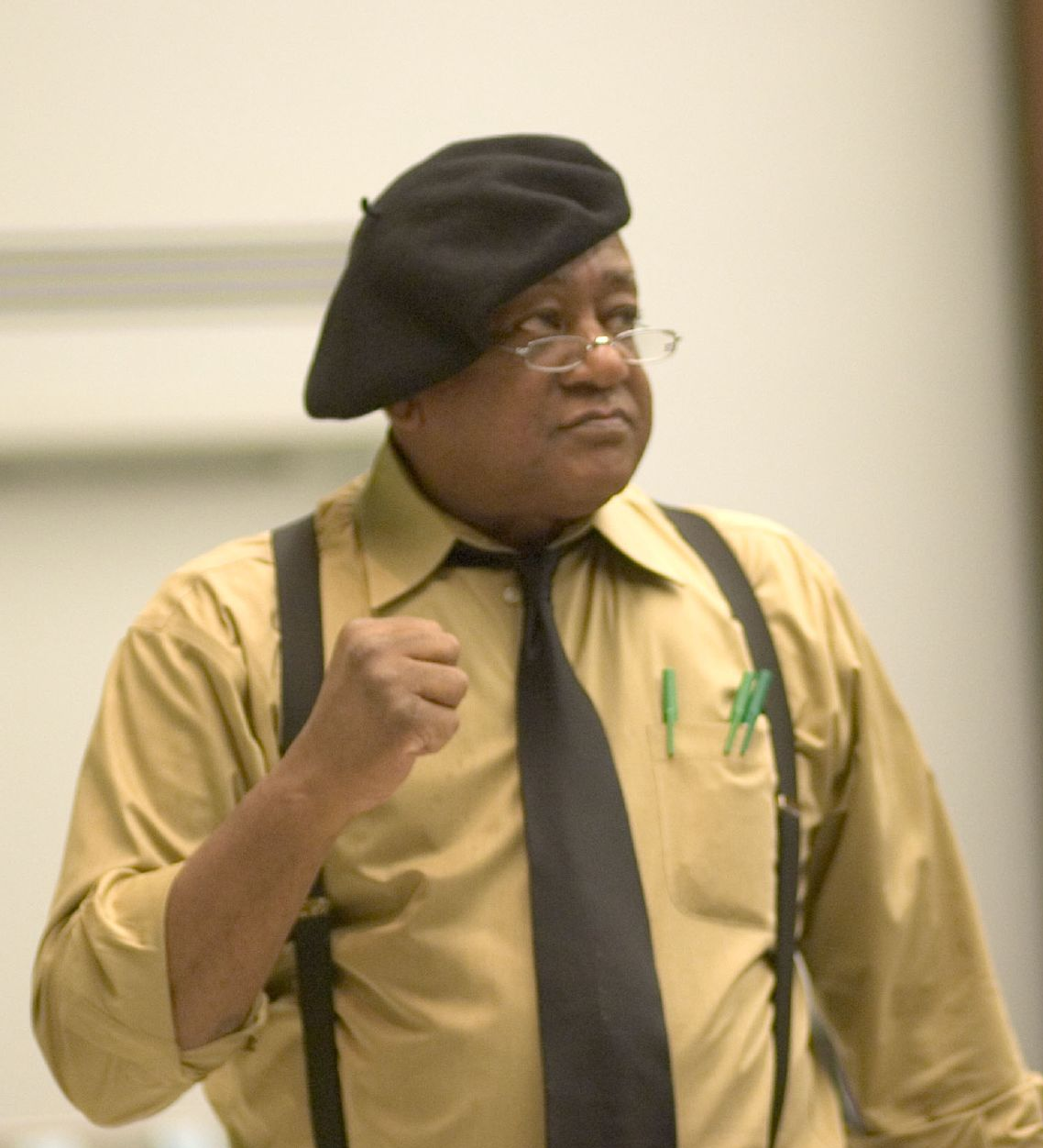
Бобби Сил в Бингемтонском университете, 25 февраля 2006 г.

## Жизнь после Черных пантер
В 1988 году Бобби Сил написал автобиографию под названием «Одинокая ярость». Кроме того, в 1987 году он написал кулинарную книгу под названием «Барбекю с Бобби Силом: Рецепты из гикори и мескита», доходы от которой пошли в различные некоммерческие общественные организации. Сил также рекламировал мороженое «Ben & Jerry’s».
В 1998 году Сил принял участие в телевизионном документальном сериале «Холодная война», где были освещены события 1960-х годов. Бобби Сил сыграл главную роль вместе с Кэтлин Кливер, Джамалом Джозефом и Найлом Роджерсом в документальном театральном фильме Йенса Мёрера «Враг общества», который был снят в 1999 году. Премьера фильма состоялась на Венецианском кинофестивале. В 2002 году Сил начал уделять время деятельности Reach!, группе, занимающейся образовательными программами для молодых людей. Он также преподавал чернокожим студентам в университете Темпл в Филадельфии. В 2002 году Сил вернулся в Окленд, где он работал с молодыми политическими активистами, стремясь повлиять на социальные преобразования. В 2006 году он появился в документальном фильме «США против Джона Леннона», чтобы обсудить свою дружбу с Джоном Ленноном. Сил также посетил более 500 колледжей, чтобы поделиться своим опытом участия в «Партии Чёрной Пантеры» и дать советы студентам, которые интересуются организацией сообщества и социальной справедливостью. С 2013 года Сил работает над сценарием, который написал на основе своей автобиографии «Лови время: восьмой подсудимый».
Сил является соавтором книги «Власть людям: мир черных пантер» 2016 года вместе с фотографом Стивеном Шеймсом.

## Произведения
- Сил, Бобби; Позор, Стивен. Власть народу: мир черных пантер . Абрамс: Нью-Йорк. 2016 г.ISBN 9781419722400
- Сил, Бобби. Лови время: история партии Черных пантер и Хьюи П. Ньютон . Arrow Books и Hutchinson & Co., 2010. ПереизданиеISBN 0-933121-30-X
- Сил, Бобби. Одинокая ярость: автобиография Бобби Сила, 1978. ISBN 0-8129-0715-9

## Дополнительное чтение
- Под редакцией Марка Л. Левина, Джорджа К. МакНами и Дэниела Гринберга / Предисловие Аарона Соркина. Суд над Чикаго 7: Официальная стенограмма. Нью-Йорк: Саймон и Шустер, 2020. ISBN 978-1982155094.OCLC 1162494002OCLC 1162494002
- Отредактировано с введением Джона Винера. Заговор на улицах: экстраординарный процесс над семеркой Чикаго. Послесловие Тома Хайдена и рисунки Жюля Фейффера . Нью-Йорк: Новая пресса, 2006. ISBN 978-1565848337
- Пирсон, Хью. Тень пантеры: Хьюи П. Ньютон и цена чёрной власти в Америке . Аддисон-Уэсли, 1994. ISBN 0201483416.
- Под редакцией Джуди Клавир и Джона Спитцера. Судебный процесс по делу о заговоре: расширенная отредактированная стенограмма судебного процесса над Чикагской восьмеркой. В комплекте с предложениями, постановлениями, цитатами о неуважении, предложениями и фотографиями. Вступительное слово Уильяма Канстлера и предисловие Леонарда Вайнгласа . Индианаполис: Bobbs-Merrill Company, 1970. ISBN 0224005790. OCLC 16214206